# Ferroína
Ferroína é o composto químico com fórmula [Fe(o-fen)3]SO4, onde o-fen (ou, originalmente, do inglês o-phen) é uma abreviação de 1,10-fenantrolina. Este composto de coordenação é usado como um indicador em química analítica. O ingrediente ativo é o íon [Fe(o-fen)3]2+, o qual é o cromóforo redox-ativo. Ferroína inclui outros sais da mesma básica.
Fórmula química: C36H24FeN6
Dados: CAS = 14634-91-4, Peso molecular = 692.52.
Pode ser utilizado para a determinação de ranitidina.
É utilizado também na determinação da demanda química de oxigênio (DQO).

## Preparação do reagente
Como indicador redox
Uma solução de 1.485 g de 1,10-fenantrolina monohidrato é adicionada a uma solução de 695 mg FeSO4·7H2O em água, e a solução vermelha resultante é diluida a 100 mL.
Como indicador redox, seu potencial redox é +1,06 volts em H2SO4 1M.
Ferroína SI
Solução usada na análise (dosagem) de sulfato ferroso de uso farmacêutico.
Dissolve-se 0,7 g de sulfato de ferro (II) heptaidratado e 1,49 g de 1,10-fenantrolina em 70 ml de água destilada ou deionizada e completa-se a 100 ml em balão volumétrico com mais água.